# Cantone di Meslay-du-Maine
Il Cantone di Meslay-du-Maine è una divisione amministrativa dell'arrondissement di Laval.
A seguito della riforma approvata con decreto del 21 febbraio 2014, che ha avuto attuazione dopo le elezioni dipartimentali del 2015, è passato da 14 a 38 comuni.

## Composizione
I 14 comuni facenti parte prima della riforma del 2014 erano:
- Arquenay
- Bannes
- La Bazouge-de-Chemeré
- Bazougers
- Le Bignon-du-Maine
- Chémeré-le-Roi
- Cossé-en-Champagne
- La Cropte
- Épineux-le-Seguin
- Maisoncelles-du-Maine
- Meslay-du-Maine
- Saint-Denis-du-Maine
- Saint-Georges-le-Fléchard
- Saulges

Nel 2015 è stato ampliato a 38 comuni; dal 1º gennaio 2016 due di questi Sainte-Suzanne e Chammes si sono fusi per formare il nuovo comune di Sainte-Suzanne-et-Chammes, per cui risulta composto dai seguenti 37 comuni:
- Arquenay
- Ballée
- Bannes
- La Bazouge-de-Chemeré
- Bazougers
- Beaumont-Pied-de-Bœuf
- Le Bignon-du-Maine
- Blandouet
- Bouère
- Bouessay
- Le Buret
- La Chapelle-Rainsouin
- Chémeré-le-Roi
- Cossé-en-Champagne
- La Cropte
- Épineux-le-Seguin
- Gesnes
- Grez-en-Bouère
- Maisoncelles-du-Maine
- Meslay-du-Maine
- Préaux
- Ruillé-Froid-Fonds
- Saint-Brice
- Saint-Céneré
- Saint-Charles-la-Forêt
- Saint-Denis-du-Maine
- Saint-Georges-le-Fléchard
- Saint-Jean-sur-Erve
- Saint-Léger
- Saint-Loup-du-Dorat
- Saint-Pierre-sur-Erve
- Sainte-Suzanne-et-Chammes
- Saulges
- Thorigné-en-Charnie
- Torcé-Viviers-en-Charnie
- Vaiges
- Villiers-Charlemagne